# Dénes Rósa
Dénes Rósa (ur. 7 kwietnia 1977 w Budapeszcie) – węgierski piłkarz, grający na pozycji pomocnika.

## Kariera
Na początku swojej kariery grał w młodzieżowym zespole Vasasu. Do 2006 roku grał wyłącznie w węgierskich klubach: Budapesti Vasutas, Győri ETO, Dunaferr SE, Újpest FC i Ferencvárosi TC. W 2006 roku został zawodnikiem angielskiego Wolverhampton Wanderers, z którego został w kolejnym roku wypożyczony do Cheltenham Town Po roku pobytu w Szkocji w 2009 roku piłkarz powrócił na Węgry i został zawodnikiem Ferencvárosi TC, w którym występował do 2012 roku.